# Good Advice
Good Advice — четвёртый студийный альбом канадской фолк-певицы и автора песен Basia Bulat (Barbara Josephine Bulat), изданный 12 февраля 2016 года на лейбле Secret City Records. Альбом продюсировал Джим Джеймс из американской рок-группы My Morning Jacket. Альбом получил положительные отзывы музыкальной критики и интернет-изданий.

## Отзывы
| Совокупная оценка | Совокупная оценка |
| Источник          | Оценка            |
| ----------------- | ----------------- |
| Metacritic        | 73/100            |
| Оценки критиков   |                   |
| Источник          | Оценка            |
| AllMusic          | [ 1 ]             |
| The Guardian      | [ 5 ]             |
| PopMatters        | [ 6 ]             |

Альбом получил положительные отзывы музыкальной критики и интернет-изданий. Агрегационный сайт Metacritic оценил альбом на 73 балла по отзывам профессиональных рецензентов.
Марк Деминг из AllMusic отметил в рецензии, что у Булат «… есть талант и смелость говорить от сердца и доносить свои идеи до слушателей», а в песнях альбома «клавишные аранжировки, которые звучат электронно и органично одновременно, полные блеска винтажных синтезаторов, но в паре с ритмами, которые звучат как работа людей. В музыкальном плане „Good Advice“ далёк от фолк-звучания ранних работ Булат, но он звучит так же лично и проникновенно, как и все, что она выпустила».

## Список композиций
Слова и музыка всех песен — Basia Bulat.
| №   | Название         | Длительность |
| --- | ---------------- | ------------ |
| 1.  | «La La Lie»      | 3:45         |
| 2.  | «Long Goodbye»   | 3:46         |
| 3.  | «Let Me in»      | 2:45         |
| 4.  | «In the Name of» | 4:15         |
| 5.  | «Time»           | 3:05         |
| 6.  | «Good Advice»    | 4:16         |
| 7.  | «Infamous»       | 3:42         |
| 8.  | «Fool»           | 2:43         |
| 9.  | «The Garden»     | 3:17         |
| 10. | «Someday Soon»   | 4:23         |

## Чарты
| Чарт (2016)                    | Высшая позиция |
| ------------------------------ | -------------- |
| Канада (Canadian Albums Chart) | 23             |